# Drežnica, Srbija
Drežnica (izvirno srbsko Дрежница) je naselje v Srbiji, ki upravno spada pod Občino Bujanovac; slednja pa je del Pčinjskega upravnega okraja.

## Demografija
V naselju živi 69 polnoletnih prebivalcev, pri čemer je njihova povprečna starost 42,1 let (38,3 pri moških in 46,4 pri ženskah). Naselje ima 23 gospodinjstev, pri čemer je povprečno število članov na gospodinjstvo 3,74.
To naselje je popolnoma srbsko (glede na rezultate popisa iz leta 2002).
|  |

| Demografija | Demografija     | Demografija     |
| Leto        | Št. prebivalcev | Št. prebivalcev |
| ----------- | --------------- | --------------- |
|             |                 |                 |
|             |                 |                 |
|             |                 |                 |
|             |                 |                 |
| 1948        | 159             |                 |
| 1953        | 171             |                 |
| 1961        | 183             |                 |
| 1971        | 161             |                 |
| 1981        | 130             |                 |
| 1991        | 101             | 101             |
| 2002        | 86              | 86              |
|             |                 |                 |

| Etnična sestava po popisu iz leta 2002 | Etnična sestava po popisu iz leta 2002 | Etnična sestava po popisu iz leta 2002 | Etnična sestava po popisu iz leta 2002 | Etnična sestava po popisu iz leta 2002 |
| -------------------------------------- | -------------------------------------- | -------------------------------------- | -------------------------------------- | -------------------------------------- |
| Srbi                                   | Srbi                                   |                                        | 86                                     | 100,0%                                 |
| Neznano                                | Neznano                                |                                        | 0                                      | 0,0%                                   |